# 487 a.C.
Il 487 a.C. (CDLXXXVII a.C. in numeri romani) è un anno  del V secolo a.C.

## Eventi
- Roma
  - Consoli Tito Sicinio Sabino e Gaio Aquillio Tusco
  - i romani sconfiggono gli Ernici nella Battaglia di Preneste
  - i romani sconfiggono i Volsci nella Battaglia di Velletri

## Morti
- Attio Tullio, condottiero latino